# 156-й меридіан західної довготи
156-й меридіан західної довготи — лінія довготи, що лежить на 156 градусів західніше Гринвіцького меридіана. Вона проходить від Північного полюса через Північний Льодовитий океан, Північну Америку, Тихий океан, Південний океан та Антарктиду до Південного полюса.
156-й меридіан західної довготи формує велике коло разом із 24-тим меридіаном східної довготи.

## Список географічних об'єктів, що перетинає 156° зх. д.
Починаючи на Північному полюсі та рухаючись до Південного полюса, 156-й меридіан західної довготи проходить через:
| Координати                                                   | Країна, територія або море | Примітки                                                                                            |
| ------------------------------------------------------------ | -------------------------- | --------------------------------------------------------------------------------------------------- |
| 90°0′ пн. ш. 156°0′ зх. д. / 90.000° пн. ш. 156.000° зх. д.  | Північний Льодовитий океан | |
| 71°11′ пн. ш. 156°0′ зх. д. / 71.183° пн. ш. 156.000° зх. д. | США                        | Аляска                                                                                              |
| 57°33′ пн. ш. 156°0′ зх. д. / 57.550° пн. ш. 156.000° зх. д. | Тихий океан                | Проходить західніше острова Чірікова[en], Аляска, США                                               |
| 20°48′ пн. ш. 156°0′ зх. д. / 20.800° пн. ш. 156.000° зх. д. | США                        | Гаваї — прохзодить через острів Мауї                                                                |
| 20°42′ пн. ш. 156°0′ зх. д. / 20.700° пн. ш. 156.000° зх. д. | Тихий океан                | Протока Аленуїхаха[en]                                                                              |
| 19°49′ пн. ш. 156°0′ зх. д. / 19.817° пн. ш. 156.000° зх. д. | США                        | Гаваї — прохзодить через острів Гаваї                                                               |
| 19°38′ пн. ш. 156°0′ зх. д. / 19.633° пн. ш. 156.000° зх. д. | Тихий океан                | Проходить західніше острова Старбак, Кірибаті · Становить східний морський кордон[en] Островів Кука |
| 60°0′ пд. ш. 156°0′ зх. д. / 60.000° пд. ш. 156.000° зх. д.  | Південний океан            | |
| 77°7′ пд. ш. 156°0′ зх. д. / 77.117° пд. ш. 156.000° зх. д.  | Антарктида                 | Проходить через Територію Росса (претендує Нова Зеландія)                                           |